# Daniel Gorenstein
Daniel E. Gorenstein (Boston, 1 de janeiro de 1923 — 26 de agosto de 1992) foi um matemático estadunidense.
Foi aluno de graduação e pós-graduação na Universidade Harvard

## Publicações
- Finite Groups. Harper and Row, 1968, AMS Chelsea Publishing 2007.
- Finite simple groups: An introduction to their classification. Kluwer/Plenum, New York 1982.
- com Kōichirō Harada: Finite simple groups whose 2-subgroups are generated by at least 4 elements. Memoirs AMS 1974
- com Richard Lyons: The local structure of finite groups of characteristic 2 type. 1983
- com Richard Lyons, Ronald Solomon: The classification of the finite simple groups. AMS, 6 Volumes, 1994 a 2005
- The classification of finite simple groups I. Simple groups and local analysis. In: Bulletin AMS. 1979, Nr. 1.
- The Classification of the finite simple groups. A personal journey: the early years, in: Peter Duren (Ed.), A century of mathematics in America, Volume 1, American Mathematical Society 1998